# فینال‌های ان‌بی‌ای ۲۰۰۷
فینال‌های ان‌بی‌ای ۲۰۰۷ مرحلهٔ قهرمانی اتحادیهٔ ملی بسکتبال (ان‌بی‌ای) در فصل ۰۷–۲۰۰۶ و پایان‌بخش بازی‌های حذفی ۲۰۰۷ می‌باشد. تیم کلیولند کاوالیرز که برای نخستین بار در تاریخ باشگاه خود توانسته بود به عنوان قهرمان کنفرانس شرق به این مرحله برسد، در یک سری بهترین از هفت به دیدار تیم سن آنتونیو اسپرز به عنوان قهرمان کنفرانس غرب رفت که چهارمین حضور خود در این رقابت را تجربه می‌کرد. در پایان تیم اسپرز با نتیجهٔ ۴ بر ۰ توانست با جارو کردن رقیب، سری را به سود خود تمام کند و برای چهارمین مرتبه قهرمانی ان‌بی‌ای را از به دست بیاورد. تونی پارکر نیز به عنوان ارزشمندترین بازیکن سری بازی‌های پایانی انتخاب شد. این سری از ABC پخش گردید، و در مقایسه با فینال‌های ان‌بی‌ای ۲۰۰۲ بین لس آنجلس لیکرز و نیوجرسی نتس که با جاروی تیم لیکرز همراه بود از رتبه‌بندی تلویزیونی کمتری برخوردار بود.

## خلاصه سری
| بازی   | تاریخ            | تیم مهمان        | نتیجه        | تیم میزبان       |
| ------ | ---------------- | ---------------- | ------------ | ---------------- |
| بازی ۱ | پنج‌شنبه، ۷ ژوئن  | کلیولند کاوالیرز | ۷۶–۸۵ (۰–۱)  | سن آنتونیو اسپرز |
| بازی ۲ | یکشنبه، ۱۰ ژوئن  | کلیولند کاوالیرز | ۹۲–۱۰۳ (۰–۲) | سن آنتونیو اسپرز |
| بازی ۳ | سه‌شنبه، ۱۲ ژوئن  | سن آنتونیو اسپرز | ۷۵–۷۲ (۳–۰)  | کلیولند کاوالیرز |
| بازی ۴ | پنج‌شنبه، ۱۴ ژوئن | سن آنتونیو اسپرز | ۸۳–۸۲ (۴–۰)  | کلیولند کاوالیرز |

## پیش‌زمینه

### مسیر فینال‌ها
| سن آنتونیو اسپرز (قهرمان کنفرانس غرب)                               | سن آنتونیو اسپرز (قهرمان کنفرانس غرب) | کلیولند کاوالیرز (قهرمان کنفرانس شرق) | کلیولند کاوالیرز (قهرمان کنفرانس شرق)                                |
| ------------------------------------------------------------------- | ------------------------------------- | ------------------------------------- | -------------------------------------------------------------------- |
| الگو:2006–07 NBA West standingsسید سوم در غرب، سومین رکورد برتر لیگ | فصل عادی                              | فصل عادی                              | الگو:2006–07 NBA East standingsسید دوم در شرق، هفتمین رکورد برتر لیگ |
| پیروزی برابر (۶) دنور ناگتس، ۴–۱                                    | دور یکم                               | دور یکم                               | پیروزی برابر (۷) واشینگتن ویزاردز، ۴–۰                               |
| پیروزی برابر (۲) فینیکس سانز، ۴–۲                                   | نیمه‌نهایی‌های کنفرانس                  | نیمه‌نهایی‌های کنفرانس                  | پیروزی برابر (۶) بروکلین نتس، ۴–۲                                    |
| پیروزی برابر (۴) یوتا جاز، ۴–۱                                      | فینال‌های کنفرانس                      | فینال‌های کنفرانس                      | پیروزی برابر (۱) دیترویت پیستونز، ۴–۲                                |

### سری‌های فصل عادی
کلیولند کاوالیرز در هر دو بازی فصل عادی به برتری دست یافت:
| ۳ نوامبر |

|  |

| کلیولند کاوالیرز ۸۸, سن آنتونیو اسپرز ۸۱ |

| ۲ ژانویه |

|  |

| سن آنتونیو اسپرز ۷۸, کلیولند کاوالیرز ۹۲ |

## ترکیب شروع‌کننده
تالار مشاهیر بسکتبال نایسمیت‡
| سن آنتونیو      | پست | کلیولند             |
| --------------- | --- | ------------------- |
| تونی پارکر      | PG  | Larry Hughes        |
| مایکل فینلی     | SG  | Sasha Pavlović      |
| Bruce Bowen     | SF  | لبران جیمز          |
| تیم دانکن       | PF  | Drew Gooden         |
| فابریسیو اوبرتو | C   | ژیدروناس ایلگاوسکاس |

## آمارهای بازیکنان
سن آنتونیو اسپرز
| بازیکن          | GP | GS | MPG  | FG%   | 3FG%  | FT%   | RPG  | APG | SPG | BPG | PPG  |
| --------------- | -- | -- | ---- | ----- | ----- | ----- | ---- | --- | --- | --- | ---- |
| Brent Barry     | ۴  | ۰  | ۱۰٫۶ | ۰٫۳۶۴ | ۰٫۴۰۰ | ۰٫۰۰۰ | ۱٫۵  | ۰٫۵ | ۰٫۳ | ۰٫۰ | ۳٫۰  |
| Bruce Bowen     | ۴  | ۴  | ۴۱٫۷ | ۰٫۲۹۶ | ۰٫۳۸۹ | ۰٫۲۵۰ | ۵٫۵  | ۱٫۳ | ۰٫۵ | ۰٫۳ | ۶٫۰  |
| Tim Duncan      | ۴  | ۴  | ۳۷٫۳ | ۰٫۴۴۶ | ۰٫۰۰۰ | ۰٫۶۲۵ | ۱۱٫۵ | ۳٫۸ | ۱٫۳ | ۲٫۳ | ۱۸٫۳ |
| Francisco Elson | ۴  | ۰  | ۱۱٫۴ | ۱٫۰۰۰ | ۰٫۰۰۰ | ۰٫۸۰۰ | ۲٫۵  | ۰٫۰ | ۰٫۳ | ۰٫۰ | ۴٫۰  |
| Michael Finley  | ۴  | ۴  | ۱۸٫۵ | ۰٫۲۶۱ | ۰٫۰۸۳ | ۰٫۶۶۷ | ۲٫۰  | ۰٫۸ | ۱٫۳ | ۰٫۰ | ۳٫۸  |
| Manu Ginóbili   | ۴  | ۰  | ۲۹٫۳ | ۰٫۳۶۷ | ۰٫۴۳۵ | ۰٫۸۳۳ | ۵٫۸  | ۲٫۵ | ۱٫۳ | ۰٫۰ | ۱۷٫۸ |
| Robert Horry    | ۴  | ۰  | ۲۲٫۰ | ۰٫۳۳۳ | ۰٫۳۷۵ | ۰٫۷۵۰ | ۴٫۵  | ۳٫۳ | ۰٫۳ | ۱٫۳ | ۳٫۰  |
| Fabricio Oberto | ۴  | ۴  | ۲۰٫۸ | ۰٫۴۷۱ | ۰٫۰۰۰ | ۰٫۳۳۳ | ۴٫۳  | ۰٫۵ | ۰٫۳ | ۰٫۰ | ۴٫۳  |
| Tony Parker     | ۴  | ۴  | ۳۷٫۸ | ۰٫۵۶۸ | ۰٫۵۷۱ | ۰٫۵۲۶ | ۵٫۰  | ۳٫۳ | ۰٫۸ | ۰٫۰ | ۲۴٫۵ |
| Beno Udrih      | ۲  | ۰  | ۰٫۶  | ۰٫۰۰۰ | ۰٫۰۰۰ | ۰٫۰۰۰ | ۰٫۰  | ۰٫۰ | ۰٫۰ | ۰٫۰ | ۰٫۰  |
| Jacque Vaughn   | ۴  | ۰  | ۱۰٫۱ | ۰٫۵۷۱ | ۰٫۰۰۰ | ۰٫۰۰۰ | ۱٫۳  | ۱٫۰ | ۰٫۰ | ۰٫۰ | ۲٫۰  |

کلیولند کاوالیرز
| بازیکن              | GP | GS | MPG  | FG%   | 3FG%  | FT%   | RPG  | APG | SPG | BPG | PPG  |
| ------------------- | -- | -- | ---- | ----- | ----- | ----- | ---- | --- | --- | --- | ---- |
| Shannon Brown       | ۱  | ۰  | ۰٫۰  | ۰٫۰۰۰ | ۰٫۰۰۰ | ۰٫۰۰۰ | ۰٫۰  | ۰٫۰ | ۰٫۰ | ۰٫۰ | ۰٫۰  |
| Daniel Gibson       | ۴  | ۲  | ۳۴٫۸ | ۰٫۴۳۹ | ۰٫۳۱۶ | ۱٫۰۰۰ | ۱٫۸  | ۲٫۵ | ۱٫۵ | ۰٫۰ | ۱۰٫۸ |
| Drew Gooden         | ۴  | ۴  | ۲۷٫۵ | ۰٫۵۰۰ | ۰٫۰۰۰ | ۰٫۸۷۵ | ۸٫۳  | ۰٫۳ | ۰٫۳ | ۰٫۵ | ۱۲٫۸ |
| Larry Hughes        | ۲  | ۲  | ۲۱٫۹ | ۰٫۱۰۰ | ۰٫۰۰۰ | ۰٫۰۰۰ | ۲٫۵  | ۱٫۰ | ۰٫۵ | ۰٫۰ | ۱٫۰  |
| Zydrunas Ilgauskas  | ۴  | ۴  | ۲۵٫۸ | ۰٫۳۵۱ | ۰٫۰۰۰ | ۰٫۸۳۳ | ۱۰٫۳ | ۰٫۵ | ۰٫۵ | ۱٫۰ | ۷٫۸  |
| LeBron James        | ۴  | ۴  | ۴۲٫۶ | ۰٫۳۵۶ | ۰٫۲۰۰ | ۰٫۶۹۰ | ۷٫۰  | ۶٫۸ | ۱٫۰ | ۰٫۵ | ۲۲٫۰ |
| Damon Jones         | ۴  | ۰  | ۱۶٫۲ | ۰٫۴۵۵ | ۰٫۵۵۶ | ۱٫۰۰۰ | ۱٫۳  | ۱٫۰ | ۰٫۰ | ۰٫۰ | ۴٫۵  |
| Donyell Marshall    | ۴  | ۰  | ۱۵٫۳ | ۰٫۳۱۳ | ۰٫۱۸۲ | ۰٫۷۵۰ | ۲٫۳  | ۱٫۳ | ۰٫۸ | ۰٫۰ | ۳٫۸  |
| Ira Newble          | ۱  | ۰  | ۱۰.  | ۰٫۰۰۰ | ۰٫۰۰۰ | ۰٫۰۰۰ | ۱٫۰  | ۰٫۰ | ۰٫۰ | ۰٫۰ | ۰٫۰  |
| Aleksandar Pavlović | ۴  | ۴  | ۳۱٫۷ | ۰٫۳۶۴ | ۰٫۴۱۷ | ۰٫۳۳۳ | ۲٫۵  | ۰٫۸ | ۰٫۵ | ۰٫۰ | ۹٫۸  |
| Scot Pollard        | ۱  | ۰  | ۰٫۹  | ۰٫۰۰۰ | ۰٫۰۰۰ | ۰٫۰۰۰ | ۰٫۰  | ۰٫۰ | ۰٫۰ | ۰٫۰ | ۰٫۰  |
| Eric Snow           | ۴  | ۰  | ۱۰٫۲ | ۰٫۴۰۰ | ۰٫۰۰۰ | ۰٫۵۰۰ | ۱٫۰  | ۲٫۳ | ۰٫۳ | ۰٫۳ | ۱٫۳  |
| Anderson Varejão    | ۴  | ۰  | ۲۴٫۵ | ۰٫۶۶۷ | ۰٫۰۰۰ | ۰٫۶۲۵ | ۵٫۳  | ۰٫۸ | ۱٫۳ | ۰٫۵ | ۷٫۵  |

## خلاصه بازی‌ها

### بازی ۱
| ۷ ژوئن 9:00 p.m. ET |

| Recap Video highlights در یوتیوب |

| کلیولند کاوالیرز ۷۶, سن آنتونیو اسپرز ۸۵                                                 |  |                                                                                  |
| امتیاز بر پایه وقت: ۱۵–۲۰, ۲۰–۲۰, ۱۴–۲۴, ۲۷–۲۱                                           |  |                                                                                  |
| امتیاز: Gibson ۱۶ ریباند: لبران جیمز ۷ پاس : لبران جیمز، Gibson همگی ۴ TOs: لبران جیمز ۶ |  | امتیاز: تونی پارکر ۲۷ ریباند: تیم دانکن ۱۳ پاس: تونی پارکر ۷ Blocks: تیم دانکن ۵ |

### بازی ۲
| ۱۰ ژوئن 8:00 p.m ET |

| Recap Video highlights در یوتیوب |

| کلیولند کاوالیرز ۹۲, سن آنتونیو اسپرز ۱۰۳                                             |  |                                                                                                |
| امتیاز بر پایه وقت: ۱۷–۲۸, ۱۶–۳۰, ۲۹–۳۱, ۳۰–۱۴                                        |  |                                                                                                |
| امتیاز: لبران جیمز ۲۵ ریباند: اندرسون وارجائو ۱۰ پاس : لبران جیمز ۶ TOs: لبران جیمز ۶ |  | امتیاز: تونی پارکر ۳۰ ریباند: تیم دانکن، رابرت هوری همگی ۹ پاس: تیم دانکن ۸ Blks: رابرت هوری ۵ |

### بازی ۳
| ۱۲ ژوئن 9:00 p.m. ET |

| Recap Video highlights در یوتیوب |

| سن آنتونیو اسپرز ۷۵, کلیولند کاوالیرز ۷۲                                                       |  |                                                                                          |
| امتیاز بر پایه وقت: ۱۶–۱۸, ۲۴–۲۰, ۱۵–۱۲, ۲۰–۲۲                                                 |  |                                                                                          |
| امتیاز: تونی پارکر ۱۷ ریباند: تیم دانکن، Bowen همگی ۹ پاس : مانو جینوبلی ۵ Stls: مایکل فینلی ۴ |  | امتیاز: لبران جیمز ۲۵ ریباند: ژیدروناس ایلگاوسکاس ۱۸ پاس: لبران جیمز ۷ TOs: لبران جیمز ۵ |

### بازی ۴
| ۱۴ ژوئن 9:00 p.m. ET |

| Recap Video highlights در یوتیوب |

| سن آنتونیو اسپرز ۸۳, کلیولند کاوالیرز ۸۲                                           |  |                                                                                           |
| امتیاز بر پایه وقت: ۱۹–۲۰, ۲۰–۱۴, ۲۱–۱۸, ۲۳–۳۰                                     |  |                                                                                           |
| امتیاز: مانو جینوبلی ۲۷ ریباند: تیم دانکن ۱۵ پاس : مانو جینوبلی ۵ TOs: تیم دانکن ۶ |  | امتیاز: لبران جیمز ۲۴ ریباند: ژیدروناس ایلگاوسکاس ۱۳ پاس: لبران جیمز ۱۰ TOs: لبران جیمز ۶ |
| سن آنتونیو برندهٔ سری، ۴–۰                                                          |  |                                                                                           |